# Ново Вір'є
46°05′ пн. ш. 17°09′ сх. д. / 46.09° пн. ш. 17.15° сх. д.
Ново Вір'є (хорв. Novo Virje) – громада в Копривницько-Крижевецькій жупанії Хорватії.

## Населення
Населення громади за даними перепису 2011 року становило 1 216 осіб. 
Динаміка чисельності населення громади: